# Santo Domingo (metropolitana di Madrid)
Santo Domingo è una stazione della linea 2 della metropolitana di Madrid.
Si trova sotto alla calle de San Bernardo, tra la Plaza de Santo Domingo e la Gran Vía, nel distretto Centro.

## Storia
La stazione fu inaugurata il 27 dicembre 1925 quando la linea 2 fu ampliata da Sol a Quevedo.

## Accessi
Vestíbulo Santo Domingo
- Santo Domingo: Plaza de Santo Domingo 6

Vestibolo Gran Vía
- Gran Vía: Gran Vía 51 (angolo con Calle de San Bernardo)